# Lebensmittelchemisches Institut des Bundesverbandes der Deutschen Süsswarenindustrie
Das Lebensmittelchemische Institut des Bundesverbandes der Deutschen Süßwarenindustrie (LCI) ist eine wissenschaftliche Institution des Bundesverbands der Deutschen Süßwarenindustrie. Hier werden süßwarenspezifische Fragestellungen aus den Bereichen Lebensmittelsicherheit, Lebensmittelqualität und Analytik bearbeitet. Grundlage der Arbeit ist die angewandte Lebensmittelchemie, spezialisiert auf die verschiedenen Produktgruppen und Fragestellungen aus dem gesamten Süßwarenbereich.
Zu den Forschungsschwerpunkten des LCI gehören wissenschaftliche Arbeiten und Studien in den Bereichen Risikoanalyse, Krisenmanagement sowie die Initiierung, Planung und Durchführung von Forschungsprojekten, insbesondere in Zusammenarbeit mit der Stiftung der Deutschen Kakao- und Schokoladenwirtschaft. Aktuell beschäftigt sich das LCI intensiv mit den Forschungsbereichen Polyphenole, Transfettsäuren, 3-MCPD-Ester und Glycidyl-Ester sowie mit MOSH/MOAH-Mineralöleinträgen, Acrylamid und Mykotoxinen.
Das Institut wurde 1950 gegründet. Seit Februar 2005 ist das LCI gemäß DIN EN ISO 17025 akkreditiert. Die Akkreditierung gilt für die Untersuchung von Lebensmitteln mit den Prüfverfahren Gaschromatographie (GC), Hochleistungsflüssigkeitschromatographie (HPLC) sowie Flüssigchromatographie mit Tandem-Massenspektrometrie (LC-MS/MS).
Institutsleiter und Direktor ist Frank Heckel.